# Herron River
Der Herron River ist ein 87 Kilometer langer linker Nebenfluss des Foraker River im US-Bundesstaat Alaska.

## Verlauf
Die Quelle des Herron Rivers befindet sich unterhalb der Gletscherzunge des Herron-Gletschers an der Nordwestflanke der Alaskakette. Er strömt anfangs in westnordwestlicher Richtung, später in nordnordwestlicher und schließlich in nordnordöstlicher Richtung durch die Tanana-Kuskokwim-Niederung.

## Naturschutz
Der Flusslauf liegt im Denali-Nationalpark bzw. im angrenzenden Schutzgebiet Denali National Preserve. 